# Charles „Bud” Taylor
Charles Bernard „Bud” Taylor (ur. 22 lipca 1903 w Terre Haute w Indianie, zm. 6 marca 1962 w Los Angeles) – amerykański bokser, zawodowy mistrz świata kategorii koguciej.
Rozpoczął karierę bokserską w 1920. W latach 1922 i 1923 stoczył cztery pojedynki z Memphis Palem Moore, wszystkie no decision. W 1923 i 1924 trzykrotnie walczył z Pancho Villą, dwie pierwsze walki były no decision, a trzecią przegrał. Trzykrotnie zmierzył się z Jimmym McLarninem w 1925 i 1926, dwie walki wygrywając i jedną przegrywając. 26 marca 1927 w Chicago stoczył walkę o wakujący tytuł mistrza świata kategorii koguciej organizacji NBA z Tonym Canzonerim, którą zremisował. W walce rewanżowej 24 czerwca tego roku w Chicago wygrał Taylor, który tym samym został mistrzem świata. Ich trzecią walkę (tytuł nie był stawką) wygrał Canzoneri 30 grudnia 1927. W międzyczasie 3 maja 1927 Taylor pokonał w Chicago byłego mistrza świata Abe Goldsteina.
21 sierpnia 1928 Taylor zrezygnował z tytułu mistrza świata nie mogąc utrzymać wagi i przeniósł się do kategorii piórkowej. Nigdy nie walczył w niej o tytuł, ale pokonał m.in. Battlinga Battalino, a przegrał z Fidelem LaBarbą (dwukrotnie), Bennym Bassem i Battalino. Zakończył karierę w 1931. Stoczył w sumie 165 walk, z których wygrał 71, przegrał 22, zremisował 8, a 64 były no decision.
W 2005 został wybrany do Międzynarodowej Bokserskiej Galerii Sławy.